# Lotus Symphony
Lotus Symphony är ett kontorspaket från IBM innehållande ordbehandlare, ett kalkylprogram och ett presentationsprogram.